# Wim Crusio
Wim E. Crusio, né le 20 décembre 1954 à Bergen op Zoom aux Pays-Bas, est un neurogénéticien du comportement d’origine néerlandaise. Il est directeur de recherche au Centre national de la recherche scientifique à Talence.

## Éducation et carrière
Crusio a obtenu un master (1979) puis un doctorat (1984) à l’Université Radboud de Nimègue. Pour son “master”, il a effectué des recherches en génétique du comportement, en taxonomie des plantes et en science de la végétation. Son travail sur les plantes du genre Anubias continue à générer de l’intérêt,,. Ses études en taxonomie dec plantes se sont poursuivies plusieurs années, avec des publications sur le genre Samolus, et la description, en 1986, d’une nouvelle espèce d'Araceae du genre Lagenandra, L. dewitii. Pour sa thèse de doctorat, Crusio a étudié la transmission des effets de l’anosmie sur le comportement d’exploration de la souris, et plus généralement, l’architecture génétique du comportement d’exploration, en utilisant des méthodes de génétique quantitative, comme les croisements diallèles. De 1984 à 1987, Crusio a effectué un stage postdoctoral à l’Université de Heidelberg, en Allemagne, financé par un « Science Fellowship » de l’OTAN et un Alexander von Humboldt Research Fellowship. En 1988, Crusio a passé une année à Paris grâce à une bourse de la Fondation Fyssen. Il est ensuite retourné à Heidelberg comme chercheur sénior, avant d’être recruté comme chargé de recherche par le CNRS. Il a d’abord travaillé dans un laboratoire de l’Université Paris Descartes (Paris V) avant d’être promu comme directeur de recherche au Campus CNRS d’Orléans. En 2000, il a été nommé professeur de psychiatrie à l’University of Massachusetts Medical School à Worcester, Massachusetts (États-Unis). Il est revenu en 2005 au CNRS en France, comme responsable d’un groupe de recherche au sein du Centre de Neurosciences Intégratives et Cognitives, à Talence,,.

## Recherche

### Comportement d’exploration
Quand ils sont placés dans un environnement nouveau, les animaux issus d’espèces non sessiles et non prédatrices, entament souvent un comportement d’exploration. En accord avec son mentor Hans van Abeelen, Crusio a formulé l’hypothèse que, d’une part, ce comportement serait avantageux (puisqu’il permettrait aux animaux de trouver des ressources, comme de l’eau, de la nourriture, etc.), mais que, d’autre part, il présenterait aussi un versant désavantageux (puisque se déplacer dans un territoire non familier rendrait l’animal vulnérable aux prédateurs). Une sélection stabilisatrice devrait donc conduire à une architecture génétique caractérisée par une dominance ambidirectionnelle. C’est effectivement ce qui a été trouvé, aussi bien chez les souris,, que chez les poissons-paradis (Macropodus opercularis).

### Fibres moussues de l’hippocampe
Pendant son stage postdoctoral, Crusio s’intéressa à la transmission de variations neuroanatomiques de l’hippocampe de souris. Il put montrer que 50 % de la variation trouvée entre différentes lignées consanguines de souris, dans la taille des projections de leurs fibres moussues intra- and infrapyramidales (FMIIP), pouvait être attribuée à l’hérédité,. Herbert Schwegler et Hans-Peter Lipp avaient déjà montré précédemment que ces variations étaient corrélées à la capacité des souris à maîtriser une tâche d’évitement actif bidirectionnel : les animaux qui avaient des projections plus petites apprenaient la tâche beaucoup plus vite que les animaux possédant de grandes projections FMIIP,. En collaboration avec Schwegler et Lipp, Crusio montra une corrélation inverse (c’est-à-dire que les animaux dotés de grandes projections FMIIP apprenaient mieux) dans un apprentissage spatial effectué dans un labyrinthe radiaire,. Cette corrélation était modifiable expérimentalement. En induisant une hyperthyroïdie postnatale précoce, grâce à l’injection de thyroxine aux souriceaux, on produisait un élargissement des projections FMIIP et on améliorait les aptitudes d’apprentissage dans le labyrinthe radiaire. Crusio et ses collaborateurs pensent que cette corrélation est causale, même si des discussions persistent à ce sujet.

### Modèle murin de la dépression
Quand des souris sont soumises à un stress chronique léger et quasi-aléatoire ("Unpredictable Chronic Mild Stress" ou UCMS), elles développent des symptômes qui rappellent ceux des troubles dépressifs majeurs chez les patients humains. Comme il avait été suggéré que les troubles dépressifs auraient pu être causés par des déficits dans la neurogenèse de l’hippocampe, Crusio et ses collaborateurs ont entamé une série d’expériences pour analyser les modifications comportementales et la neurogenèse, chez les souris soumises au UCMS. Ils ont ainsi mis en évidence des changements spectaculaires dans les niveaux d’agression, dans l’anxiété, dans des comportements mimant la dépression et dans les aptitudes d’apprentissage, tout cela lié à une chute de la neurogenèse. Toutefois les résultats obtenus dépendent de la lignée et du sexe et il ne semble pas y avoir de corrélation bien nette entre les différents changements, si bien qu’on peut conclure que, bien que les résultats n’infirment pas l’idée que les déficits de la neurogenèse hippocampique soient la cause des déficits comportementaux observés dans les troubles psychiatriques comme la dépression, les résultats ne la confirment pas non plus.

### Modèle murin de l’autisme
Plus récemment, Crusio s’est demandé si la lignée de souris Fmr1 knockout pouvait être utilisée comme modèle de l’autisme. Cette idée repose sur le fait que les patients qui souffrent du syndrome de l'X fragile, causé par une déficience du gène FMR1, montrent souvent des symptômes d’autisme. Un bon modèle murin du syndrome de l'X fragile peut donc être trouvé chez les souris chez qui le gène Fmr1 (l’homologue du gène FMR1 humain) a été invalidé. Une revue des résultats obtenus avec ces souris dans différents laboratoires a, de fait, confirmé que ces animaux montrent des symptômes autistiques, notamment des modifications du comportement social, qui est un trait caractéristique de l’autisme,.

## Activités éditoriales
Crusio est le fondateur du journal Genes, Brain and Behavior, qui a démarré en 2002 et atteint maintenant un facteur d’impact de 4.061, le 63° rang dans la liste des 237 journaux classés dans la catégorie Neurosciences et le 6° rang dans la liste des 48 journaux classés dans la catégorie Behavioral Sciences. Il restait éditeur en chef jusqu'à fin 2011. Les standards requis pour la publication d’études sur les souris mutantes, que Crusio et ses collaborateurs ont développés pour ce journal, ont été progressivement adoptés par toute la discipline,. Depuis 2017, Crusio est éditeur en chef de Behavioral and Brain Functions. Il est également “academic editor” pour PLoS ONE et il a été “associate editor” pour Behavioral and Brain Sciences (1991-2008) et The ScientificWorldJournal (2002-2011). Il est membre, ou a été membre, du comité éditorial de Behavioral and Brain Functions, Behavior Genetics (1991-1995), Behavioural Brain Research (1997-2007), BMC Neuroscience, BMC Research Notes, Frontiers in Behavioral Neuroscience, Journal of Visualized Experiments, Neurogenetics (1998-2006), Molecular Brain, Current Psychopharmacology et Physiology and Behavior. Il a dirigé des numéros spéciaux pour les journaux Behavior Genetics, Behavioural Brain Research, Physiology and Behavior (avec Robert Gerlai), Hippocampus (avec Aryeh Routtenberg)), and Brain Research Bulletin (avec Catherine Belzung et Robert Gerlai). Avec Robert Gerlai, il a aussi publié un manuel sur les techniques de génétique moléculaire appliquées aux neurosciences comportementales,. Actuellement, il est rédacteur des Cambridge Handbooks in Behavioral Genetics, une série de livres publiés par Cambridge University Press, dont la première tôme, Behavioral Genetics of the Mouse: Genetics of Behavioral Phenotypes, a été publié en 2013,.

## Activités de gestion de la science
En 1996, Crusio a été l’un des deux cofondateurs de l’International Behavioural and Neural Genetics Society, pour laquelle il a exercé les fonctions de membre du conseil d’administration, trésorier et président (1998-2001). En 2011 il a reçu le "Distinguished Service Award" de ce societé, qui est décerné pour des contributions exceptionnelles au champ de neurogénétique comportementale. Crusio a aussi été membre des conseils d’administration de la Behavior Genetics Association (dont il a démissionné pour protester contre le discours présidentiel de Glayde Whitney en 1995), de la European Brain and Behaviour Society, et de la International Behavioral Neuroscience Society. Il a été président du Groupe de Contact Néerlandais de Génétique du Comportement et membre de nombreux comités de programme pour des colloques scientifiques, notamment pour les 8e et 10e World Congresses of Psychiatric Genetics et pour les réunions annuels de l'IBNS (2008, 2009 comme coprésident, 2010 et 2011 comme président).

## Principaux articles
Selon le Web of Science, les travaux de Crusio ont été cités plus de 3400 fois et il a un indice h de 34.
- (en) Crusio WE, Genthner-Grimm G, Schwegler H, « A quantitative-genetic analysis of hippocampal variation in the mouse », Journal of Neurogenetics, vol. 21, no 4; Special Retrospective Issue: The Origins of Neurogenetics,‎ 2007, p. 197–208 (PMID 18161583, DOI 10.1080/01677060701715827) Publication originale: (en) Crusio, W. E., G Genthner-Grimm et H Schwegler, « A Quantitative-Genetic Analysis of Hippocampal Variation in the Mouse », Journal of Neurogenetics, vol. 3, no 4,‎ juillet 1986, p. 203–214 (PMID 3746523, DOI 10.3109/01677068609106850)
- (en) Crusio WE, Schwegler H, Lipp HP, « Radial-maze performance and structural variation of the hippocampus in mice: a correlation with mossy fibre distribution », Brain Research, vol. 425, no 1,‎ novembre 1987, p. 182–185 (PMID 3427419, DOI 10.1016/0006-8993(87)90498-7)
- (en) Crusio WE, Schwegler H, van Abeelen JH, « Behavioral responses to novelty and structural variation of the hippocampus in mice. II. Multivariate genetic analysis », Behavioural Brain Research, vol. 32, no 1,‎ février 1989, p. 81–88 (PMID 2930637, DOI 10.1016/S0166-4328(89)80075-0)
- (en) Crusio WE, « Genetic dissection of mouse exploratory behaviour », Behavioural Brain Research, vol. 125, nos 1-2,‎ novembre 2001, p. 127–132 (PMID 11682103, DOI 10.1016/S0166-4328(01)00280-7)
- (en) Crusio WE, Goldowitz D, Holmes A, Wolfer D, « Standards for the publication of mouse mutant studies », Genes, Brain and Behavior, vol. 8, no 1,‎ février 2009, p. 1–4 (PMID 18778401, DOI 10.1111/j.1601-183X.2008.00438.x)